# Національний парк Рапа-Нуї
Національний парк Рапа-Нуї включений до списку Світової спадщини ЮНЕСКО, розташований на острові Пасхи, Чилі.
Парк розділений на сім частин:
- Рано-Кау (в тому числі Оронго)

Мапа острова Рапа-Нуї

- Пуна-Пау (названий на честь кар'єр, де пукао були вирізані).
- Рано-Рараку (названий на честь кар'єр, де більша частина моаї були вирізані).
- Анакена — Овахе
- Аху-Аківі
- Норте-Коста
- Ханга-Роа (в межах міста).

## Історія
Рання історія датує появу перших людських поселень приблизно I тисячоліттям н.е.. Людське перенаселення і, як наслідок, знищення лісів призвело до краху людського суспільства на острові.
Чилі вперше оголосив острови національним парком в 1935 році, і 22 березня 1996 року ЮНЕСКО внесло острів до списку Світової спадщини.